# 蔣智賢
蔣 智賢（ジャン・ズーシェン、1988年2月21日 - ）は、台湾（中華民国）の台東県出身のプロ野球選手（内野手・外野手）。アミ族。

## 経歴

### レッドソックス傘下時代
2005年にボストン・レッドソックスと内野手として契約を結んだ。
2008年シーズン途中の8月に開催された北京オリンピックの野球チャイニーズタイペイ代表に選出された。
シーズン後に外野手にコンバートされた。ルーキーリーグからスタートした。
2009年開幕前の3月に開催された第2回ワールド・ベースボール・クラシック(WBC)のチャイニーズタイペイ代表に選出された。3月3日に東京ドームで行われた埼玉西武ライオンズとの強化試合では帆足和幸から2点本塁打を記録している。
シーズンでは傘下クラスA前後のチームでプレーした。
2010年から傘下AAのポートランド・シードッグスに昇格した。
2011年7月まで傘下AAのポートランドでプレーした。イースタンリーグの6月の月間MVPとして表彰を受けたり、オールスター・フューチャーズゲームおよびイースタンリーグオールスターに選出されて出場している。

### マリナーズ傘下時代
2011年7月31日にエリック・ベダードを含む三角トレードにより、シアトル・マリナーズにトレードされた。トレード時点でのシーズン成績は321打数109安打で打率.340、出塁率.402、長打率.648、18本塁打、37二塁打、76打点、25四球、61三振で、打率・長打率・打点・OPS・長打数はその時点でリーグトップであった。この7月にも打率.430、出塁率.500、長打率.740、16二塁打、5本塁打、25打点の驚異的な成績でリーグの月間MVPに選出されている。移籍後は、傘下AAのジャクソン・ジェネラルズでプレーした。
2012年は、傘下AAAのタコマ・レイニアーズで40試合に出場後、ジェネラルズに再度降格した。6月12日にオリバー・ペレスと入れ替わる形で支配下の40人枠からはずれ、戦力外通告を受けた。シーズン終了後、フリーエージェントとなった。

### レンジャーズ傘下時代
2012年12月に、テキサス・レンジャーズとマイナー契約を結んだ。
2013年は、傘下AAのフリスコ・ラフライダーズでプレーした。
オフの11月に台湾で開催された「2013 BASEBALL CHALLENGE 日本 VS チャイニーズ・タイペイ」のチャイニーズタイペイ代表に選出された。

### オリオールズ傘下時代
2013年11月18日にボルチモア・オリオールズとマイナー契約を結んだ。
2014年は傘下AAのボウイ・ベイソックスなどでプレーした。オフの9月に開催された仁川アジア競技大会のチャイニーズタイペイ代表に選出された。

### 高知ファイティングドッグス時代
2015年3月4日に日本を活動拠点とする四国アイランドリーグplusの高知ファイティングドッグスへ入団した。前期シーズンは打率.347、本塁打7本を記録し、打率は前期終了時点でリーグトップだった。

### 中信兄弟時代

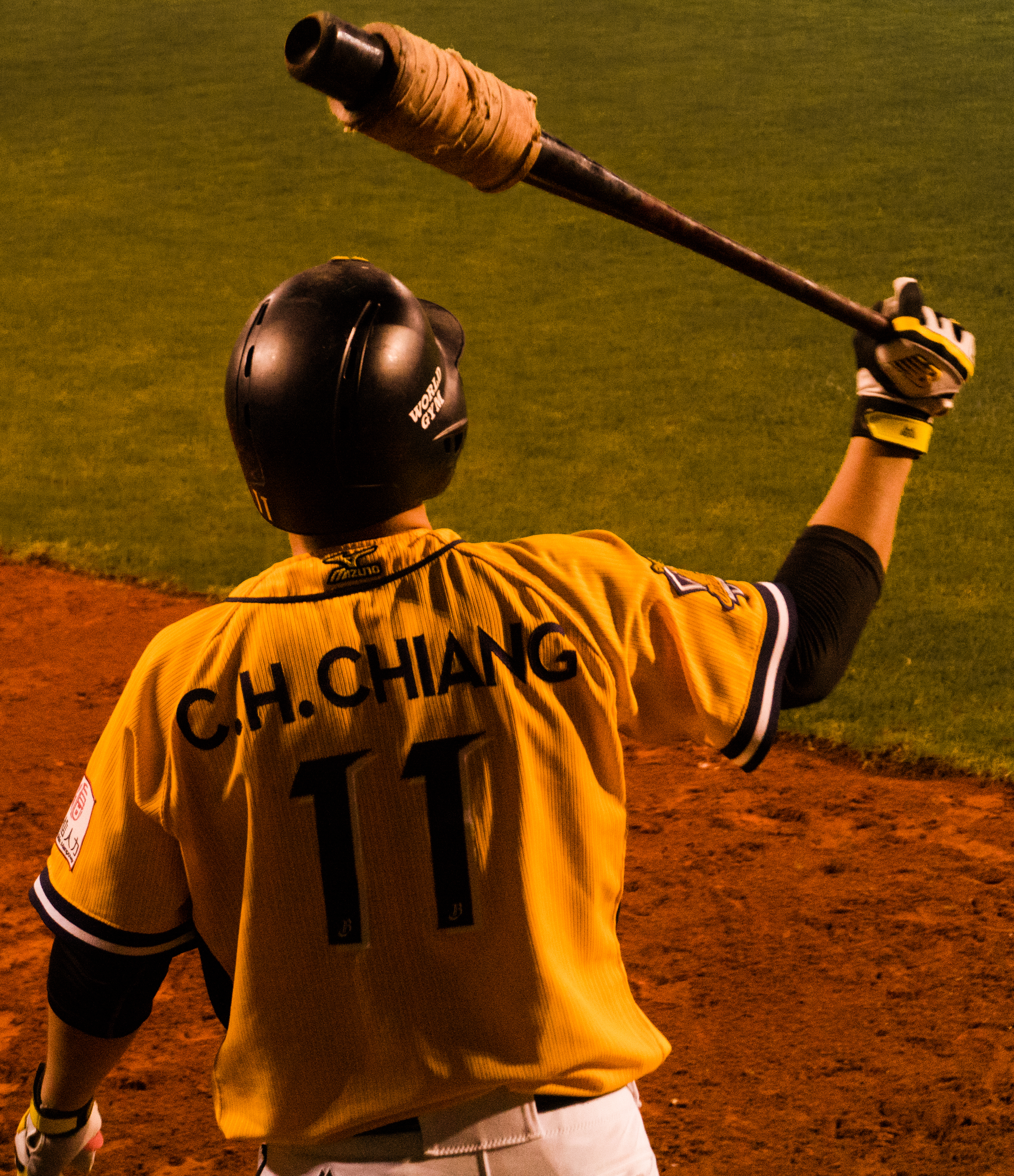
中信兄弟時代
(2017年8月1日)

2015年6月29日に行われた中華職業棒球大聯盟のドラフト会議において中信兄弟から1位指名を受け、移籍することになった。主に内野手として起用。
オフの9月30日に第1回WBSCプレミア12のチャイニーズタイペイ代表に選出された。
2016年は88試合に出場し、規定打席に達しながら打率.402を記録した。しかし同年の首位打者は打率.414の王柏融であった。
2017年1月23日に第4回WBCのチャイニーズタイペイ代表に選出され、2大会ぶり2度目の選出を果たした。
オフの11月6日に主力選手の陳鴻文、林克謙、林煜清、鄭達鴻、張正偉、羅國華らと共に戦力外通告を受けた。

### ブルーソックス時代
2017年11月16日にオーストラリアン・ベースボールリーグ（ABL）に参加し、シドニー・ブルーソックスに所属することになった。

### 富邦ガーディアンズ時代
2018年1月15日に富邦ガーディアンズへ入団した。
2018年は自身最多の110試合に出場し打点王、ベストナインを獲得しキャリアハイの活躍を見せた。
2020年は開幕から好調をキープしていたものの、5月15日の楽天モンキーズ戦で走塁の際、左膝を痛め翌日に登録を抹消した。7月30日の統一ライオンズ戦で一軍復帰を果たし、翌日にはホームランを放った。最終的には74試合に出場し打率.309、2年ぶりとなる2桁本塁打をマークするも、併殺打はリーグトップの15を記録した。
2021年4月7日の統一ライオンズ戦で一塁を駆け抜けようとした際、一塁手の高國慶の足に引っ掛かり転倒し、右肩を痛め登録抹消した。
2024年オフに、保留選手名簿から外れ、退団が決まった。

## 人物
マイク・ローリーを得意としているが、ローリーの台湾球界での登録名の羅力は中国語で「ロリ」と発音が同じであることから、ロリコン呼ばわりされてしまっている。

## 詳細情報

### 年度別打撃成績
| 年 度      | 球 団      | 試 合 | 打 席 | 打 数 | 得 点 | 安 打 | 二 塁 打 | 三 塁 打 | 本 塁 打 | 塁 打 | 打 点 | 盗 塁 | 盗 塁 死 | 犠 打 | 犠 飛 | 四 球 | 敬 遠 | 死 球 | 三 振 | 併 殺 打 | 打 率 | 出 塁 率 | 長 打 率 | O P S |
| ---------- | ---------- | ----- | ----- | ----- | ----- | ----- | -------- | -------- | -------- | ----- | ----- | ----- | -------- | ----- | ----- | ----- | ----- | ----- | ----- | -------- | ----- | -------- | -------- | ----- |
| 2015       | 中信       | 30    | 118   | 111   | 14    | 34    | 6        | 0        | 3        | 49    | 25    | 0     | 0        | 0     | 2     | 5     | 0     | 0     | 14    | 5        | .306  | .331     | .441     | .772  |
| 2016       | 中信       | 88    | 396   | 351   | 85    | 141   | 28       | 0        | 30       | 259   | 104   | 2     | 2        | 0     | 6     | 31    | 3     | 5     | 43    | 9        | .402  | .450     | .738     | 1.188 |
| 2017       | 中信       | 89    | 377   | 349   | 55    | 117   | 24       | 1        | 21       | 206   | 74    | 3     | 3        | 0     | 2     | 19    | 2     | 5     | 56    | 13       | .335  | .376     | .590     | .966  |
| 2018       | 富邦       | 110   | 467   | 429   | 63    | 142   | 34       | 2        | 18       | 234   | 89    | 2     | 1        | 0     | 6     | 27    | 3     | 2     | 73    | 11       | .331  | .369     | .545     | .914  |
| 2019       | 富邦       | 66    | 245   | 215   | 35    | 68    | 17       | 0        | 9        | 112   | 34    | 0     | 1        | 0     | 0     | 19    | 6     | 5     | 37    | 8        | .316  | .385     | .521     | .906  |
| 2020       | 富邦       | 74    | 308   | 275   | 48    | 85    | 12       | 0        | 13       | 136   | 45    | 0     | 0        | 0     | 1     | 26    | 2     | 3     | 52    | 15       | .309  | .374     | .495     | .869  |
| 2021       | 富邦       | 11    | 40    | 37    | 2     | 10    | 4        | 0        | 0        | 14    | 1     | 0     | 0        | 0     | 0     | 3     | 0     | 0     | 8     | 2        | .270  | .325     | .378     | .703  |
| 2022       | 富邦       | 27    | 93    | 83    | 9     | 20    | 2        | 1        | 3        | 33    | 9     | 0     | 0        | 0     | 0     | 10    | 0     | 0     | 20    | 3        | .241  | .323     | .398     | .720  |
| 2023       | 富邦       | 27    | 74    | 66    | 2     | 13    | 3        | 0        | 0        | 16    | 4     | 0     | 0        | 0     | 0     | 8     | 0     | 0     | 14    | 4        | .197  | .284     | .242     | .526  |
| 2024       | 富邦       | 26    | 73    | 69    | 3     | 16    | 0        | 0        | 0        | 16    | 6     | 0     | 0        | 0     | 0     | 4     | 0     | 0     | 13    | 3        | .232  | .274     | .232     | .506  |
| 通算：10年 | 通算：10年 | 548   | 2191  | 1985  | 316   | 646   | 130      | 4        | 97       | 1075  | 391   | 7     | 7        | 0     | 17    | 168   | 16    | 20    | 330   | 73       | .325  | .381     | .542     | .922  |

- 各年度の赤太字はリーグ歴代最高、太字はリーグ最高

### 独立リーグでの打撃成績
| 年 度     | 球 団     | 打 率 | 試 合 | 打 席 | 打 数 | 得 点 | 安 打 | 二 塁 打 | 三 塁 打 | 本 塁 打 | 塁 打 | 打 点 | 三 振 | 四 球 | 死 球 | 犠 打 | 犠 飛 | 盗 塁 | 長 打 率 | 出 塁 率 | O P S | 併 殺 打 | 失 策 |
| --------- | --------- | ----- | ----- | ----- | ----- | ----- | ----- | -------- | -------- | -------- | ----- | ----- | ----- | ----- | ----- | ----- | ----- | ----- | -------- | -------- | ----- | -------- | ----- |
| 2015      | 高知      | .347  | 32    | 129   | 118   | 16    | 41    | 10       | 0        | 7        | 72    | 19    | 15    | 11    | 0     | 0     | 0     | 0     | .610     | .403     | 1.013 | 6        | 1     |
| 通算：1年 | 通算：1年 | .347  | 32    | 129   | 118   | 16    | 41    | 10       | 0        | 7        | 72    | 19    | 15    | 11    | 0     | 0     | 0     | 0     | .610     | .403     | 1.013 | 6        | 1     |

### タイトル
CPBL
- 打点王：1回（2018年）

### 表彰
CPBL
- ベストナイン：2回（三塁手部門：2016年、2018年）
- 月間MVP：4回 （野手部門：2016年3月、2016年4月、2016年8月、2017年3・4月）

### 記録
初記録
CPBL
- 初出場・初打席：2015年7月31日、対義大ライノズ25回戦（新荘体育場野球場）、7回裏に陳江和の代打で出場、陳煥揚から三ゴロ
- 初先発出場：2015年8月6日、対統一ライオンズ26回戦（新荘体育場野球場）、6番・三塁手で先発出場
- 初安打・初打点：同上、4回裏に賈斯汀から右適時打
- 初本塁打：2015年9月5日、対義大ライノズ31回戦（澄清湖野球場）、8回表に倪福德から右越2ラン
- 初盗塁：2016年4月26日、対Lamigoモンキーズ8回戦（嘉義市立野球場）、1回裏に二盗（投手：索爾、捕手：林泓育）

その他の記録
CPBL
- オールスターゲーム出場：3回（2016年 - 2018年）

### 背番号
- 25 （2009年WBC）
- 15 （2015年 - 同年7月30日）
- 11 （2015年7月31日 - 2017年11月6日、2023年 - 2024年）
  - 99（2015年プレミア12）
- 5 （2017年11月16日 - 2018年1月14日、2020年 - 2022年）
- 42 （2018年 - 2019年）

### 代表歴
- 2008年北京オリンピック野球チャイニーズタイペイ代表
- 2009 ワールド・ベースボール・クラシック・チャイニーズタイペイ代表
- 2014年アジア競技大会野球チャイニーズタイペイ代表
- 2015 WBSCプレミア12 チャイニーズタイペイ代表
- 2017 ワールド・ベースボール・クラシック・チャイニーズタイペイ代表